# Egor Žeško
Egor Žeško (Bielorrússia, 24 de Dezembro de 1999) é um jovem cantor bielorrusso que irá representar a Bielorrússia no Festival Eurovisão da Canção Júnior 2012 com a canção "A more-more".